# Flight of Fury
Flight of Fury (Brasil: O Voo da Fúria / Portugal: Voo em Fúria) é um filme estadunidense de 2007, do gênero ação, dirigido por Michael Keusch com roteiro de Joe Halpin e Steven Seagal. O filme é estrelado por Seagal e coestrelado por Steve Toussaint, Angus Macinnes e Mark Bazeley. Foi lançado diretamente em DVD nos Estados Unidos e no mundo em fevereiro de 2007.

## Elenco
- Steven Seagal como John Sands
- Steve Toussaint como Capitão Ratcher
- Angus MacInnes como General Tom Barnes
- Mark Bazeley como Capitão Richard "Rick" Jannick
- Ciera Payton como Jessica
- Alki David como Rojar
- Tim Woodward como Almirante Frank Pendleton
- Vincenzo Nicoli como Peter Stone
- Katie Jones como Eliana Reed
- Gary Cooper como Comandante Bud Jackson
- Barton Sidles como Capitão "Fox" Hinkle
- Cristina Teodorescu como Lisa, a soldada das operações de Pendlenton
- Rares George Panfil como Williams
- Noah Lee Margetts como Soldada Eliana
- Karen David como Barnes